# Ancylopsetta kumperae
Ancylopsetta kumperae е вид лъчеперка от семейство Paralichthyidae.

## Разпространение и местообитание
Видът е разпространен в Бразилия, Венецуела, Гвиана, Колумбия, Суринам и Френска Гвиана.
Среща се на дълбочина от 30 до 55 m.

## Описание
На дължина достигат до 25 cm.